# 幸せ -EP-
『幸せ -EP-』（しあわせ イーピー）は、日本のポップ・ロック・バンドである緑黄色社会のEP。2019年5月29日にSony Music Labelsの社内レーベルEpic Records Japanより発売された。緑黄色社会と初のEPとなった本作には、リード曲「幸せ」を軸として4曲収録された。初回生産限定盤と通常盤の2形態で発売され、緑黄色社会の作品にDVDが付属した初の例ともなった。
EP『幸せ -EP-』は、オリコン週間アルバムランキングでは最高位13位、Billboard Japan Hot Albumsでは最高位20位を記録。

## 背景・リリース
2019年3月14日、5月29日にEP『幸せ -EP-』を発売することを発表。29日に収録内容が公開された。収録曲はリード曲「幸せ」を軸として考えられた。初回生産限定盤と通常盤の2形態で発売され、初回限定盤には2018年12月21日にマイナビBLITZ赤坂で開催された『緑黄色社会ワンマンツアー「溢れた音の行方」』の千秋楽のライブ映像が収録されたDVDが付属。なお、本作が緑黄色社会の作品にDVDが付属した初の例となる。
4月25日にジャケット写真が公開された。
4月26日にリード曲「幸せ」の先行配信が開始され、ティーザームービーも公開された。

## 評価
『Skream!』の吉羽さおりは、本作に収録の4曲に共通する点を「気分を彩ってくれる華やかさがあること」とし、「緑黄色社会が音楽に託す想いというのも伝わってくる1枚」と評している。
音楽ライターの秦理恵は、『rockin'on.com』に寄稿したレビューで、本作について緑黄色社会といえば、peppe(Key・Cho)が奏でる華やかなピアノのフレーズを武器にしたキラキラとしたポップソングが持ち味というパブリックイメージを覆すような新作EPと表現し、全方位型のポップバンドとして、あらゆる音楽を「リョクシャカ」らしいと言い切る、バンドの絶対的な自信が今作には表れていると評した。
『Mikiki』の鬼頭隆生は、本作においてエレクトロニクスがやや後退し、アコースティック楽器を活かしてストーリーや日常風景の描写に力点を置いている点について触れ、「極めてオーソドックスなアプローチでも、それゆえに緻密な作り込みと高い完成度に脱帽するしかない」と評した。

## 収録曲
| #         | タイトル       | 作詞・作曲 | 編曲                                   | 時間  |
| --------- | -------------- | ---------- | -------------------------------------- | ----- |
| 1.        | 「幸せ」       | 長屋晴子   | soundbreakers 緑黄色社会               | 5:12  |
| 2.        | 「逆転」       | 長屋晴子   | 緑黄色社会 城戸紘志 川口圭太 LASTorder | 3:27  |
| 3.        | 「ひとりごと」 | 穴見真吾   | soundbreakers 緑黄色社会               | 4:02  |
| 4.        | 「にちようび」 | 長屋晴子   | Naoki Itai 緑黄色社会                  | 4:15  |
| 合計時間: | 合計時間:      | 合計時間:  | 合計時間:                              | 16:56 |

| #   | タイトル            | 作詞 | 作曲・編曲 |
| --- | ------------------- | ---- | ---------- |
| 1.  | 「Alice」           |      |            |
| 2.  | 「恋って」          |      |            |
| 3.  | 「Bitter」          |      |            |
| 4.  | 「またね」          |      |            |
| 5.  | 「サボテン」        |      |            |
| 6.  | 「regret」          |      |            |
| 7.  | 「君が望む世界」    |      |            |
| 8.  | 「Never Come Back」 |      |            |
| 9.  | 「あのころ見た光」  |      |            |
| 10. | 「始まりの歌」      |      |            |

## 曲の解説

### 幸せ
「幸せ」は本作のリード曲で、緑黄色社会にとって初となるバラード。楽曲ではタイトルとして掲げられた「幸せ」の奥にある消えない不安が描かれている。楽曲自体は2年前より存在しており、ライブでも披露されていた。長屋は「本当に書きたいように書いた」とし、いわゆるA、B、サビみたいな構成にならなかったのも、本当にすらっと書けたからなんですよ。アレンジをするときも、“これを入れたら面白いんじゃない？”ってニヤニヤしながら作っていった感じですねと語っている。
2019年4月23日に放送されたZIP-FM『GROOVER'S DIVE』でラジオ初オンエアとなった。
発売日の前日に公式YouTubeチャンネルで、フルサイズのミュージック・ビデオが公開された。監督は林響太朗が務め、ミュージック・ビデオの撮影は自由学園明日館で行われた。
2020年に広島県安芸郡府中町PRショートアニメ「夢中に幸せ、府中町」テーマソングとなり、フルアルバム『SINGALONG』にも収録された。

### 逆転
「逆転」は歌謡曲の要素が含まれたロックチューン。長屋が作ったデモ音源は弾き語りであったが、穴見が基礎的なアレンジを組んだ際にテンポを上げてロックなテイストを持たせた。穴見によると「みんなの必殺技が繰り広げられるような曲にしたかった」とのことで、レコーディング中にピアノのフレーズを変更された。
楽曲中のシンセサイザーは、穴見とpeppeによるもの。

### ひとりごと
「ひとりごと」は発売前よりライブで披露していた楽曲。穴見によると、ドライブ中に冒頭の4行が思いうかび、そこから曲に付けていったとのこと。サウンドのイメージは、穴見曰（）く「ジャパニーズAOR」。これまで穴見が作曲した楽曲は、長屋または小林が歌詞を手がけていたが、「ひとりごと」では作詞も穴見が手がけた。
ギターのベーシックなアレンジは穴見のデモを踏襲しており、一部小林が手を加えている。

### にちようび
「にちようび」は「Alice」と同時期にできた楽曲で、本作で初収録となった。楽曲について、長屋は疲れてしまってもにちようびがあるから明日からもまた頑張れるように、例えくじけてしまう日があったとしても叶えたい日々があるから、夢や目標に向かって頑張れる。頑張る人に元気を与えられるようにと曲を書きましたと語っている。
本作以前にも幾度か収録されることが検討され、テンポを落とすなどのアレンジが試されたが、本作の発売にあたり改めてデモを聴き直し、ちょっと粗削りな感じとか、がむしゃらにやってる感じが良くない？と判断したことから、現行のアレンジとなった。長屋は「結果、またバンドの初期の楽しさを再確認できた曲」と語っている。peppeはポップだから簡単そうに聴こえるかもしれないけど、ピアノは今まで一番難しかったですね“にちようび”っていうテーマだからもっとラフに弾きたい曲ではあったんですけど、すごく集中しなきゃいけないんですと語っている。
本作発売後に日本工学院のCMソングとして使用された。

## クレジット
※出典
緑黄色社会
- 長屋晴子 – Vocal & Guitar
- 小林壱誓 – Guitars & Chorus
- peppe – Keyboards & Chorus
- 穴見真吾 – Bass & Chorus

追加ミュージシャン
- 比田井修 – Drums（M1, M3）
- 城戸紘志 – Drums（M2）
- 神谷洵平 – Drums（M4）
- soundbreakers – Programming（M1, M3）
- LASTorder – Programming（M2）
- Naoki Itai – Programming（M4）
- 村田泰子Strings – Strings（M1）

レコーディング・スタッフ
- 村上宣之 – Recording & Mixing
- 滝口 "Tucky" 博達 – Mastering

アートワーク
- 川本拓三 – Art Direction
- 石田有里恵 – Design
- 加納靖子 – Assistant Design
- 松浦直子 – Coordination
- 松田佳奈 – Coordination
- 渡邊哲 – Photography
- 林田淳也 – Stylist
- 鷲塚明寿美 – Hair & Make
- 森悠子 – Products Coordination

## チャート成績
| チャート (2019年)                  | 最高位 |
| ---------------------------------- | ------ |
| Japan Hot Albums (Billboard JAPAN) | 20     |
| 日本 (オリコン)                    | 13     |
| 日本 (オリコン合算アルバム)        | 20     |

## 発売日一覧
| 国/地域 | 発売日        | レーベル           | 規格     | 規格品番      | 備考           |
| ------- | ------------- | ------------------ | -------- | ------------- | -------------- |
| 全国    | 2019年5月29日 | Epic Records Japan | 音楽配信 | ESCL05218B00Z |                |
| 日本    | 2019年5月29日 | Epic Records Japan | CD+DVD   | ESCL-5216/7   | 初回生産限定盤 |
| 日本    | 2019年5月29日 | Epic Records Japan | CD       | ESCL-5218     | 通常盤         |